# Аеродром Насир
Аеродром Насир (: ) је ваздухопловно пристаниште код града Насир у вилајету Горњи Нил у Јужном Судану. Смештен је на 397 метара надморске висине и има полетно-слетну стазу дужине 729 метара.